# Colatina Airport
Colatina Airport är en flygplats i Brasilien.   Den ligger i kommunen Colatina och delstaten Espírito Santo, i den sydöstra delen av landet, 900 km sydost om huvudstaden Brasília. Colatina Airport ligger 150 meter över havet.
Terrängen runt Colatina Airport är kuperad österut, men västerut är den platt. Närmaste större samhälle är Colatina, 7,9 km sydväst om Colatina Airport.
Omgivningarna runt Colatina Airport är huvudsakligen savann. Runt Colatina Airport är det ganska tätbefolkat, med 134 invånare per kvadratkilometer.